# Ariel (marca)
Ariel é uma das marcas de sabão para lavar roupas da Procter & Gamble. Os detergentes da marca Ariel são comercializados pela Procter & Gamble da Europa, do México, Brasil, Peru, Turquia, Filipinas e Venezuela.

## História
A marca registrada de Ariel pertence à Procter & Gamble desde 1926, ano em que adquiriu a empresa estadunidense Hewitt Soap Co., detentora da marca até então. Porém, somente em 1933, a P&G lançou o primeiro detergente sintético para uso doméstico da história, chamado Dreft.
Ariel surgiu no mercado da Inglaterra em 1968 e foi o primeiro detergente com enzimas removedoras de manchas. Nos anos 60, Ariel foi lançado em vários países no mundo todo. Em abril de 1998 foi lançado na região sul do Brasil e, um ano depois, em todo o mercado nacional.

## Mercado
Ariel é o sabão em pó da Procter & Gamble mais vendido no mundo, presente em mais de 90 países. No Brasil, onde o índice de penetração de detergente em pó nos lares é de 98%, segundo dados da AC Nielsen, a participação de mercado de Ariel era de 2,9% em 2006.
No País, 85% das donas de casa esfregam as roupas mais sujas à mão. Mais de 60% delas utilizam produtos auxiliares (sabão sólido, alvejante, etc.). Mais de 50% delas deixam a roupa de molho por um tempo superior ao dos programas de lavagem das máquinas. As consumidoras gastam, em média, 3 horas na lavagem, chegando a usar 8 produtos diferentes nesse processo.

## Produtos
No Brasil, os produtos da marca Ariel disponíveis no mercado são:
- Ariel Oxianéis
- Ariel Oxibarras
- Ariel EcoMax
- Ariel LíquidoMax

O Ariel Líquido, lançado em 2008, faz parte de um mercado que vem crescendo desde 2007. Nos Estados Unidos, a categoria detergente líquido tem 77% do mercado, mas, no Brasil, a versão em pó ainda é a preferida dos consumidores.
O sabão em pó já teve 99,9% de presença no mercado brasileiro e, hoje, com os lançamentos líquidos, esse percentual caiu para 97,9%, segundo pesquisas da Latin Panel.